# Petr Frydrych

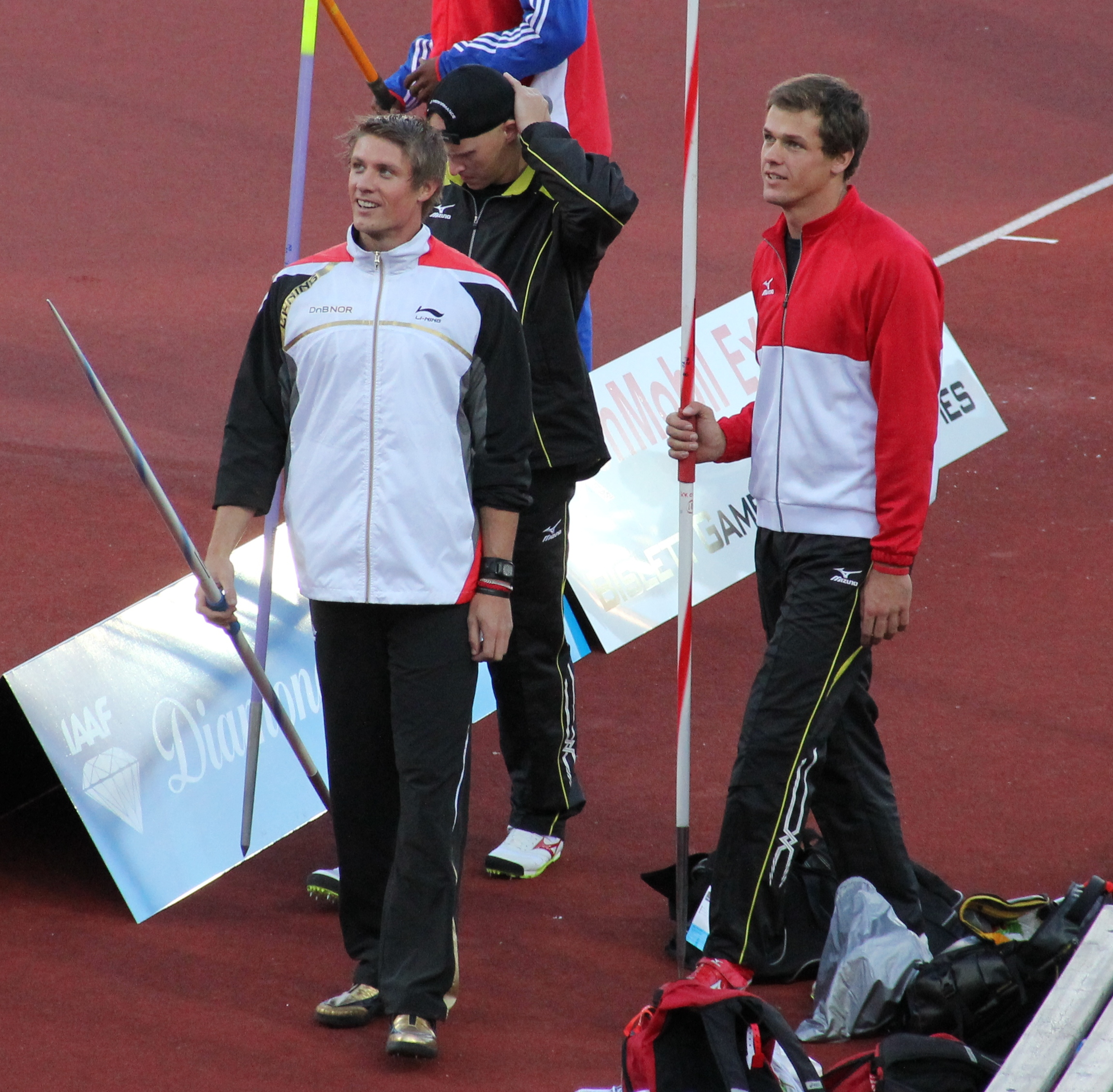
Petr Frydrych (z prawej) wraz z podwójnym mistrzem olimpijskim Andreasem Thorkildsenem podczas mityngu Bislett Games w Oslo (2010)

Petr Frydrych (ur. 13 stycznia 1988 w Klatovach) – czeski lekkoatleta specjalizujący się w rzucie oszczepem.
Medalista mistrzostw świata oraz uczestnik czempionatu Starego Kontynentu. Medalista mistrzostw Czech w różnych kategoriach wiekowych oraz reprezentant kraju w zawodach drużynowych mistrzostw Europy. Trenerem zawodnika jest Jan Železný – rekordzisty świata w rzucie oszczepem.
Rekord życiowy: 88,32 (12 sierpnia 2017, Londyn) – rezultat ten jest rekordem Czech młodzieżowców oraz trzecim wynikiem w historii czeskiej lekkoatletyki.

## Kariera

### Początki
Na początku międzynarodowej kariery zajął w 2005 roku jedenaste miejsce w mistrzostwach świata juniorów młodszych, a rok później na eliminacjach zakończył swój udział w światowym czempionacie juniorów. Na mistrzostwach Europy juniorów w Hengelo – latem 2007 – zajął dziewiątą lokatę z rezultatem 69,85. Pierwszy ważniejszy sukces międzynarodowy odniósł w 2009 zdobywając tytuł wicemistrza Europy młodzieżowców – Czech przegrał złoto z Finem Ari Mannio, który podczas tych zawodów wynikiem 84,57 ustanowił rekord zawodów. Cztery dni po zdobyciu medalu na zawodach w Cuxhaven ustanowił nowy rekord Czech w kategorii młodzieżowców rzucając 81,37. Wystartował w mistrzostwach świata w Berlinie zajmując w stolicy Niemiec dziesiątą lokatę. Kilka tygodni po czempionacie, na koniec sezonu, został młodzieżowym mistrzem Czech poprawiając własny rekord kraju w tej kategorii wynikiem 84,96.

### 2010
W pierwszym starcie w 2010 – podczas mityngu w Ołomuńcu – zajął drugie miejsce z wynikiem 84,77 przegrywając jedynie ze swoim rodakiem Vítězslavem Veselý. 23 maja wystąpił w Szanghaju na zawodach Diamentowej Ligi IAAF Shanghai Golden Grand Prix 2010 – Czech rezultatem 85,60 trzeci raz w karierze poprawił młodzieżowy rekord Czech i w konkursie zajął drugie miejsce za Andreasem Thorkildsenem. Kolejnymi zawodami dla Czecha był mityng Zlatá Tretra w Ostrawie – ustanawiając nowy rekord kraju młodzieżowców wynikiem 88,23 Frydrych wygrał zawody wyprzedzając drugiego w klasyfikacji zawodów Martina Benáka o ponad 10 metrów. Zajmował drugie miejsca w zawodach Bislett Games w Oslo (85,33) oraz Adidas Grand Prix w Nowym Jorku (85,04). Poniżej oczekiwań sprawił się podczas mistrzostw Europy w Barcelonie zajmując tam 10. miejsce.

### 2011
Sezon 2011 rozpoczął 6 maja od zwycięstwa w prestiżowym mityngu Qatar Athletic Super Grand Prix zaliczanym do cyklu diamentowej ligi – na stadionie w Dosze uzyskał wynik 85,32 i pokonał Johna Roberta Oosthuizena z RPA oraz Fina Tero Pitkämäkiego. Na mistrzostwach świata, które odbyły się w Taegu odpadł w eliminacjach.

## Osiągnięcia
| Rok  | Impreza                                 | Miejsce        | Lokata            | Wynik | Źródło |
| ---- | --------------------------------------- | -------------- | ----------------- | ----- | ------ |
| 2005 | Mistrzostwa świata juniorów młodszych   | Marrakesz      | 11. miejsce       | 68,66 | [ 3 ]  |
| 2006 | Mistrzostwa świata juniorów             | Pekin          | el. – 16. miejsce | 67,84 | [ 4 ]  |
| 2007 | Mistrzostwa Europy juniorów             | Hengelo        | 9. miejsce        | 68,65 | [ 5 ]  |
| 2009 | Superliga drużynowych mistrzostw Europy | Leiria         | 6. miejsce        | 74,11 | [ 21 ] |
| 2009 | Młodzieżowe mistrzostwa Europy          | Kowno          | 2. miejsce        | 80,53 | [ 6 ]  |
| 2009 | Mistrzostwa świata                      | Berlin         | 10. miejsce       | 79,29 | [ 8 ]  |
| 2010 | Mistrzostwa Europy                      | Barcelona      | 10. miejsce       | 77,30 | [ 18 ] |
| 2011 | Superliga drużynowych mistrzostw Europy | Sztokholm      | 4. miejsce        | 74,42 | [ 22 ] |
| 2011 | Mistrzostwa świata                      | Daegu          | el. – 24. miejsce | 76,18 | [ 20 ] |
| 2012 | Mistrzostwa Europy                      | Helsinki       | el. – 27. miejsce | 68,88 | [ 23 ] |
| 2012 | Igrzyska olimpijskie                    | Londyn         | el. – 34. miejsce | 75,46 |        |
| 2013 | Uniwersjada                             | Kazań          | 7. miejsce        | 75,69 |        |
| 2014 | Superliga drużynowych mistrzostw Europy | Brunszwik      | 8. miejsce        | 77,54 |        |
| 2014 | Mistrzostwa Europy                      | Zurych         | el. – 19. miejsce | 75,19 |        |
| 2015 | I liga drużynowych mistrzostw Europy    | Heraklion      | 2. miejsce        | 78,93 |        |
| 2015 | Mistrzostwa świata                      | Pekin          | el. – 30. miejsce | 74,24 |        |
| 2016 | Igrzyska olimpijskie                    | Rio de Janeiro | 12. miejsce       | 79,12 |        |
| 2017 | Mistrzostwa świata                      | Londyn         | 3. miejsce        | 88,32 |        |